# Friedrich Baltrusch

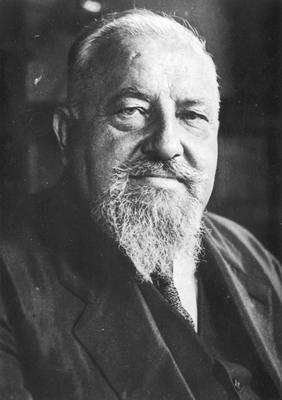
Friedrich Baltrusch

Georg Friedrich Baltrusch (* 7. März 1876 in Waldhof, Ostpreußen; † 22. April 1949 in Bad Wildungen) war ein deutscher Widerstandskämpfer gegen den Nationalsozialismus, Gewerkschafter und Politiker (Volksnationale Reichsvereinigung, Mitbegründer der CDU).  Er gilt als der bedeutendste evangelische Funktionär der christlichen Gewerkschaften.

## Leben und Werk
Friedrich Baltrusch war von Beruf Tischler und schloss sich 1900 dem christlichen Holzarbeiterverband an. Dieser Schritt war ungewöhnlich, da er evangelischer Konfession war und die christlichen Gewerkschaften trotz ihres offiziell überkonfessionellen Charakters katholisch dominiert waren. Ab 1909 war er als Verbandssekretär hauptberuflich in der Gewerkschaftsbewegung tätig. Als solcher war er in verschiedenen Regionen tätig, ehe er 1912 zum Generalsekretariat des Gesamtverbandes der christlichen Gewerkschaften kam. In den folgenden Jahren bildete er sich in Kursen und durch das Hören von Vorlesungen an Hochschulen in Volkswirtschaft und Naturwissenschaften weiter. Im Ersten Weltkrieg war Baltrusch Soldat.
Im Jahr 1919 wurde er Geschäftsführer des Gesamtverbandes der christlichen Gewerkschaften. Als solcher war er auch Kontaktperson der Organisation bei den Reichs- und sonstigen Behörden in Berlin. Auch im Vorstand des Gesamtverbandes und des Deutschen Gewerkschaftsbundes war er vertreten. Er war außerdem geschäftsführendes Vorstandsmitglied der Zentralarbeitsgemeinschaft der Gewerkschaften und Arbeitgeberverbände. Auch in der Sozialisierungskommission war Baltrusch Mitglied. Daneben gehörte er dem Vorläufigen Reichswirtschaftsrat und zahlreichen weiteren Gremien an.
Baltrusch war enger Mitarbeiter von Adam Stegerwald. Für die Reichsregierungen war er häufig als Sachverständiger in wirtschafts- und sozialpolitischen Sachfragen tätig. So war er Sachverständiger der Regierung bei der Weltwirtschaftskonferenz von 1922 in Genua und 1927 in Genf. Er war Vorstandsmitglied des Reichsernährungsamtes sowie Mitarbeiter im Wiederaufbauministerium.
Am 14. September 1930 wurde Baltrusch auf der gemeinsamen Wahlliste der Deutschen Staatspartei (Deutsche Demokratische Partei und Volksnationale Reichsvereinigung) in den Reichstag gewählt. Er verließ die Fraktion bereits wieder am 7. Oktober 1930 gemeinsam mit den anderen Abgeordneten der Volksnationalen Reichsvereinigung.
Auch in der evangelischen Kirche war Baltrusch aktiv. So war er 1925 Delegierter der Weltkonferenz der protestantischen und orthodoxen Kirchen in Stockholm.
Von Baltrusch stammten wichtige theoretische Impulse für die christlich-nationale Arbeiterbewegung in der Weimarer Republik. So warnte er vor einer Verabsolutierung der Wirtschaft und formulierte Kritik an einem hemmungslosen Kapitalismus.
Nach dem Attentat vom 20. Juli 1944 wurde Baltrusch von der Gestapo verhaftet.
Nach dem Ende der nationalsozialistischen Herrschaft trat er der neuen Einheitsgewerkschaft bei und wurde Mitbegründer der CDU in Waldeck.